# Kangaku
 (août 2024).
Si vous disposez d'ouvrages ou d'articles de référence ou si vous connaissez des sites web de qualité traitant du thème abordé ici, merci de compléter l'article en donnant les références utiles à sa vérifiabilité et en les liant à la section « Notes et références ».
Les Kangaku (漢学), ou études chinoises, sont un mouvement intellectuel qui se développe au Japon lors de l'époque d'Edo. Il se concentre sur l'étude de disciplines comme le chinois et la sinologie.
Il s'oppose à l'époque aux rangaku, ou études hollandaises, et aux Kokugaku, ou études nativistes.

## Histoire
Les Kangaku se développent particulièrement pendant l'ère Tokugawa.